# Frank Rivera
Frank Rivera (eigentlich Francisco Rivera Paniagua; * 9. März 1928 in San Juan; † 31. Oktober 2013 ebenda) war ein puerto-ricanischer Sprinter und Mittelstreckenläufer.
Bei den Olympischen Spielen 1952 in Helsinki schied er über 400 und 800 Meter im Vorlauf aus.
1955 wurde er bei den Panamerikanischen Spielen in Mexiko-Stadt Vierter über 400 Meter. Im Jahr darauf kam er bei den Olympischen Spielen 1956 in Melbourne über 800 Meter und in der 4-mal-400-Meter-Staffel nicht über die erste Runde hinaus.
Bei den Panamerikanischen Spielen 1959 in Chicago gewann er mit der puerto-ricanischen 4-mal-400-Meter-Stafette Bronze.

## Persönliche Bestzeiten
- 440 yds: 47,8 s, 20. Juni 1953, Fort Jackson (entspricht 47,5 s über 400 m)
- 800 m: 1:52,3 min, 1956